# Thomas Maclear

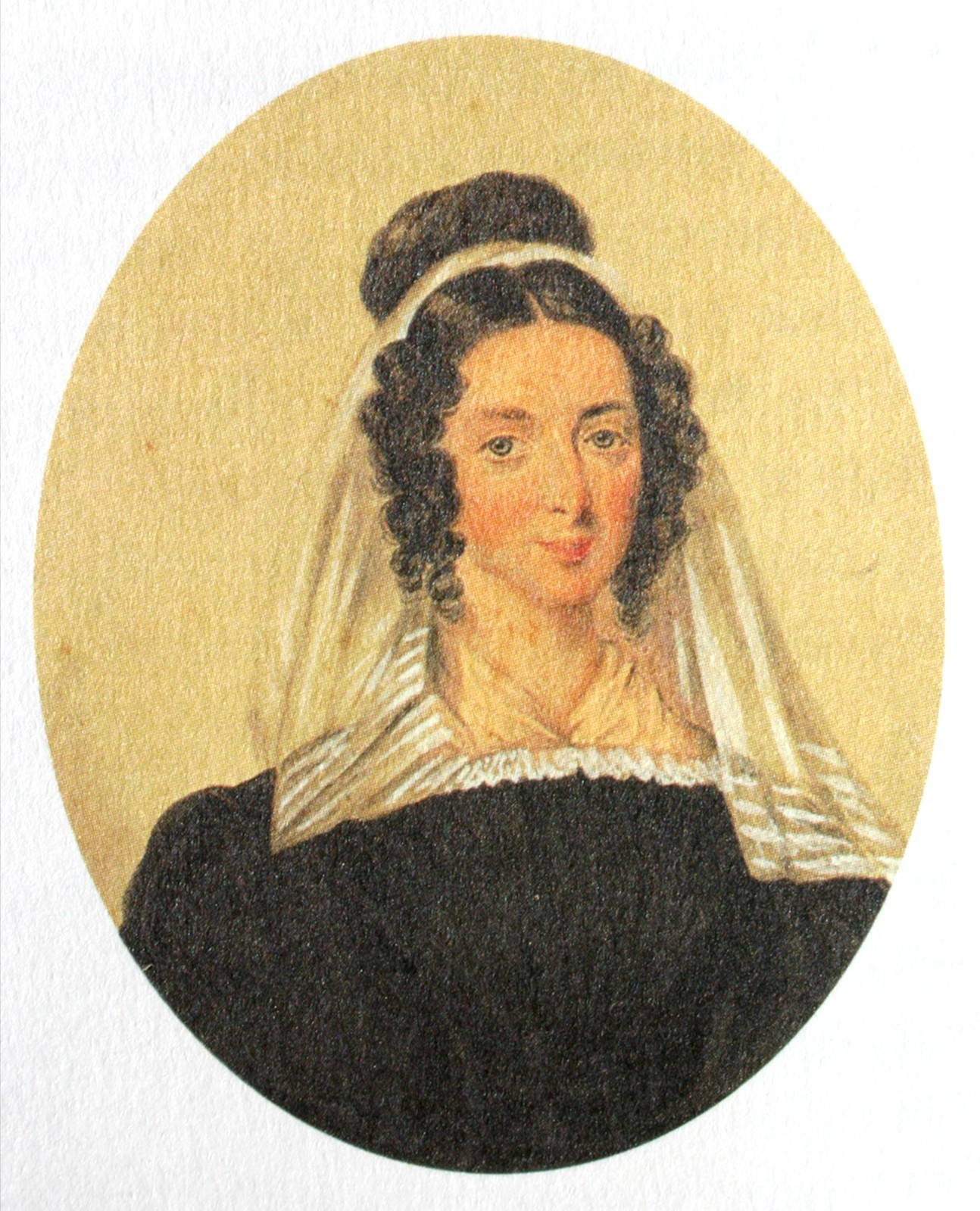
Mary Maclear

Thomas Maclear (Newtownstewart, 7 de março de 1794 — 14 de julho de 1879) foi um astrônomo sul-africano nascido na Irlanda.
Foi astrônomo real no Cabo da Boa Esperança.